# 国道387号

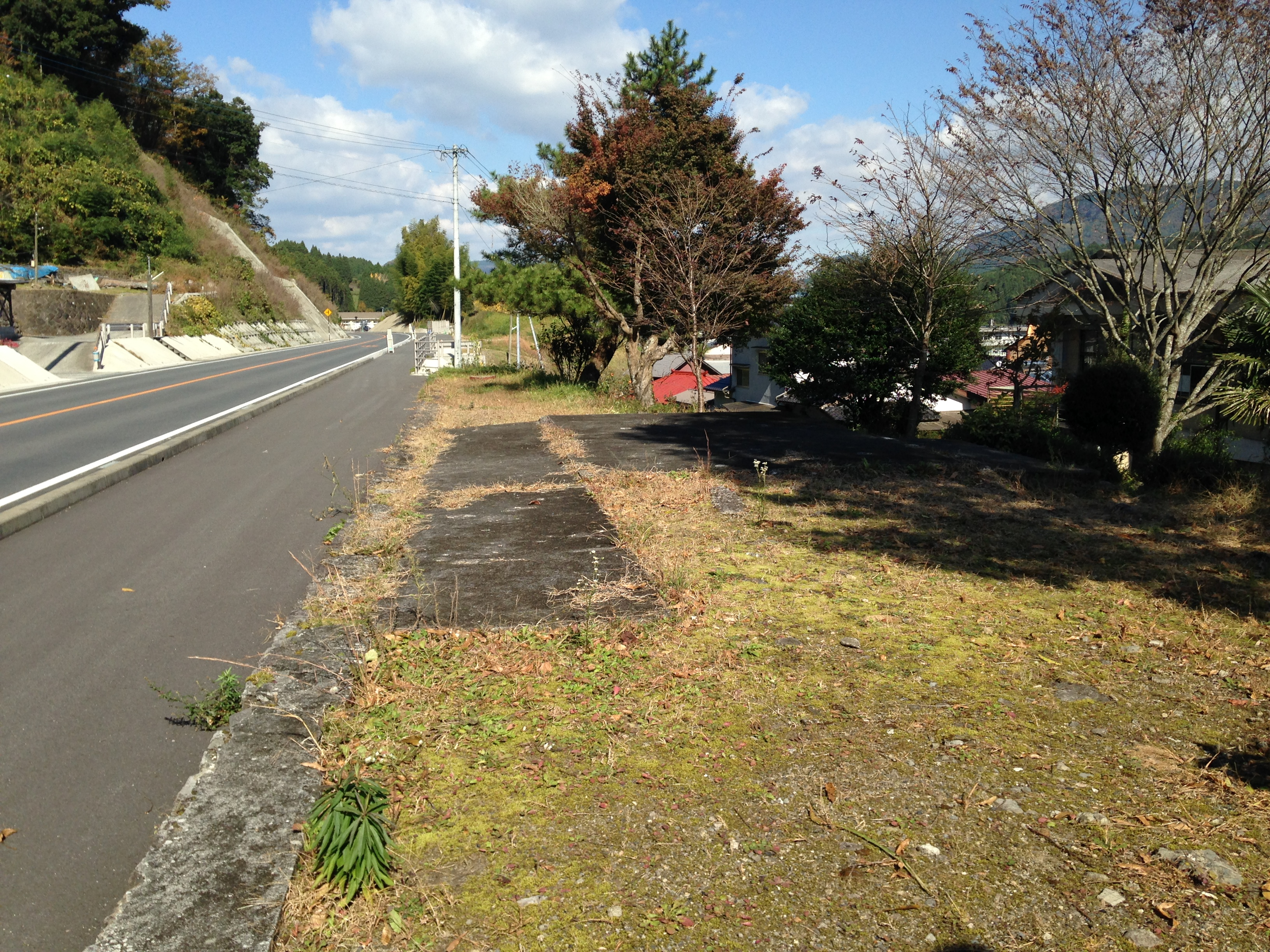
旧町田駅ホーム跡。
左側の道路は国道387号の町田バイパス

国道387号（こくどう387ごう）は、大分県宇佐市から熊本県熊本市北区に至る一般国道である。

## 概要

### 路線データ
一般国道の路線を指定する政令に基づく起終点および重要な経過地は次のとおり。
- 起点：宇佐市（宇佐市法鏡寺交差点 = 国道10号・大分県道44号宇佐本耶馬溪線交点）
- 終点：熊本市（北区、国道3号交点）
- 重要な経過地：大分県宇佐郡院内町[注釈 2]、同県玖珠郡玖珠町、同郡九重町、熊本県阿蘇郡小国町、大分県日田郡中津江村[注釈 3]、菊池市
- 総延長 : 132.9 km（熊本県 53.2 km、熊本市 1.7 km、大分県 78.0 km）重用延長を含む[2][注釈 4]
- 重用延長 : 3.5 km（熊本県 0.4 km、熊本市 - km、大分県 3.1 km）[2][注釈 4]
- 未供用延長 : なし[2][注釈 4]
- 実延長 : 129.4 km（熊本県 52.7 km、熊本市 1.7 km、大分県 74.9 km）[2][注釈 4]
  - 現道 : 125.6 km（熊本県 52.6 km、熊本市 1.7 km、大分県 71.2 km）[2][注釈 4]
  - 旧道 : 3.8 km（熊本県 0.1 km、熊本市 - km、大分県 3.7 km）[2][注釈 4]
  - 新道 : なし[2][注釈 4]
- 指定区間：国道210号と重複する区間（大分県玖珠郡玖珠町・新長野交差点 - 玖珠郡九重町・粟野交差点）[3]

## 歴史
- 1975年（昭和50年）4月1日 - 一般国道387号（宇佐市 - 熊本市）指定。
- 2013年（平成25年）11月6日 - 町田バイパス開通[4]。
- 2016年（平成28年）11月29日 - 大分県告示第604号により、町田バイパスと並行する旧道の国道指定が解除[5]。

## 路線状況

### 通称
- 日田街道
- 玖珠戦車道（戦車が通過するため、玖珠町森の一部でコンクリート舗装されている箇所がある）

### バイパス
- 大分県
  - 柿ノ木峠道路
  - 町田バイパス（玖珠郡九重町内。一部は国鉄宮原線の旧線路敷を利用したもの[6]。）
- 熊本県
  - 西里バイパス
  - 飛田バイパス

### 重複区間
- 国道500号（大分県宇佐市院内町副 - 宇佐市院内町原口）
- 国道210号（大分県玖珠郡玖珠町大字塚脇・新長野交差点 - 玖珠郡九重町大字粟野・粟野交差点）
- 国道442号（熊本県阿蘇郡小国町大字宮原 - 大分県日田市中津江村栃野・栃野交差点）
- 国道325号（熊本県菊池市隈府・北原交差点 - 菊池市隈府・下北原交差点）

### 道路施設

#### 橋梁
- 大分県
  - 平田大橋（駅館川、宇佐市）
  - 西椎屋高架橋（宇佐市）
  - 森川橋（森川、玖珠郡玖珠町）
  - 玖珠高架橋（大分県道678号書曲野田線・久大本線、玖珠郡玖珠町）
  - メルヘン大橋（玖珠川、玖珠郡玖珠町）
- 熊本県
  - 室原橋（手水野川、阿蘇郡小国町 - 大分県日田市）
- 大分県
  - 新池ノ山橋（日田市）
  - 川畑橋（日田市）
- 熊本県
  - 新菊池橋（菊池川、菊池市）
  - 泗水川（合志川、菊池市）
  - 江良橋（塩浸川、合志市）

#### トンネル
起点から
- 大分県
  - 和田平トンネル：延長113 m、1985年（昭和60年）竣工、宇佐市
  - 川底第二トンネル：延長50 m、1967年（昭和42年）竣工、玖珠郡玖珠町
  - 川底第一トンネル：延長65 m、1967年（昭和42年）竣工、玖珠郡玖珠町
  - 片草トンネル：延長196 m、1988年（昭和63年）竣工、玖珠郡玖珠町
  - 富迫トンネル：延長162 m、2011年（平成23年）竣工、玖珠郡九重町
  - 柚ノ木トンネル：延長68 m、2012年（平成24年）竣工、玖珠郡九重町
  - 生竜トンネル：延長113 m、1985年（昭和60年）竣工、玖珠郡九重町
- 熊本県
  - 七曲トンネル：延長140 m、2006年（平成18年）竣工、阿蘇郡小国町
  - 石尾トンネル：延長105 m、1990年（平成2年）竣工、阿蘇郡小国町
  - 杉ノ平トンネル：延長300 m、1994年（平成6年）竣工、阿蘇郡小国町
  - 室原トンネル：延長91 m、1996年（平成8年）竣工、阿蘇郡小国町
- 大分県
  - 荒瀬トンネル：延長69 m、1965年（昭和40年）竣工、日田市
  - 兵戸トンネル：延長262 m、1991年（平成3年）竣工、日田市 - 熊本県菊池市

#### 道の駅
- 大分県
  - いんない（宇佐市）
  - 童話の里くす（玖珠郡玖珠町）
- 熊本県
  - 小国（阿蘇郡小国町）
- 大分県
  - せせらぎ郷かみつえ（日田市）
- 熊本県
  - 泗水（菊池市）

## 地理

### 通過する自治体
- 大分県
  - 宇佐市 - 玖珠郡玖珠町 - 玖珠郡九重町
- 熊本県
  - 阿蘇郡小国町
- 大分県
  - 日田市
- 熊本県
  - 菊池市 - 合志市 - 熊本市（北区）

### 交差する道路
| 交差する道路                                                                    | 都道府県名 | 市町村名 | 市町村名 | 交差する場所   | 交差する場所              |
| ------------------------------------------------------------------------------- | ---------- | -------- | -------- | -------------- | ------------------------- |
| 国道10号 国道213号 重複 大分県道44号宇佐本耶馬溪線                              | 大分県     | 宇佐市   | 宇佐市   | 大字法鏡寺     | 宇佐市法鏡寺交差点 / 起点 |
| 大分県道625号宇佐インター線                                                     | 大分県     | 宇佐市   | 宇佐市   | 大字下拝田     |                           |
| E10 宇佐別府道路                                                                | 大分県     | 宇佐市   | 宇佐市   | 院内町香下     | 院内IC交差点 9-1 院内IC   |
| 大分県道664号円座中津線                                                         | 大分県     | 宇佐市   | 宇佐市   | 院内町櫛野     | 円座交差点                |
| 大分県道42号山香院内線                                                          | 大分県     | 宇佐市   | 宇佐市   | 院内町櫛野     |                           |
| 国道500号 重複区間起点                                                          | 大分県     | 宇佐市   | 宇佐市   | 院内町副       |                           |
| 国道500号 重複区間終点                                                          | 大分県     | 宇佐市   | 宇佐市   | 院内町原口     |                           |
| 両院広域農道 / フルーツロード                                                   | 大分県     | 宇佐市   | 宇佐市   | 院内町斎藤     |                           |
| 大分県道27号耶馬溪院内線                                                        | 大分県     | 宇佐市   | 宇佐市   | 院内町斎藤     |                           |
| 大分県道409号下恵良九重線                                                       | 大分県     | 宇佐市   | 宇佐市   | 院内町下恵良   |                           |
| 大分県道602号深耶馬玖珠線                                                       | 大分県     | 玖珠郡   | 玖珠町   | 大字森         |                           |
| 大分県道28号森耶馬溪線                                                          | 大分県     | 玖珠郡   | 玖珠町   | 大字森         |                           |
| E34 大分自動車道                                                                | 大分県     | 玖珠郡   | 玖珠町   | 大字帆足       | 玖珠IC交差点 7 玖珠IC     |
| 大分県道678号書曲野田線                                                         | 大分県     | 玖珠郡   | 玖珠町   | 大字岩室       | [ 注釈 5 ]                |
| 国道210号 重複区間起点                                                          | 大分県     | 玖珠郡   | 玖珠町   | 大字塚脇       | 新長野交差点              |
| 国道210号 重複区間終点                                                          | 大分県     | 玖珠郡   | 九重町   | 大字粟野       | 粟野交差点                |
| 大分県道681号右田引治線                                                         | 大分県     | 玖珠郡   | 九重町   | 大字引治       | 新引治交差点              |
| 大分県道680号田野宝泉寺停車場線 重複区間起点                                    | 大分県     | 玖珠郡   | 九重町   | 大字菅原       |                           |
| 大分県道680号田野宝泉寺停車場線 重複区間終点                                    | 大分県     | 玖珠郡   | 九重町   | 大字菅原       |                           |
| 大分県道704号菅原山浦線                                                         | 大分県     | 玖珠郡   | 九重町   | 大字菅原       |                           |
| 熊本県道318号北里宮原線                                                         | 熊本県     | 阿蘇郡   | 小国町   | 大字北里       |                           |
| 国道442号 重複区間起点                                                          | 熊本県     | 阿蘇郡   | 小国町   | 大字宮原       |                           |
| 熊本県道178号小国停車場線                                                       | 熊本県     | 阿蘇郡   | 小国町   | 大字宮原       |                           |
| 国道212号 福岡県道・大分県道・熊本県道115号八女小国線 重複区間起点              | 熊本県     | 阿蘇郡   | 小国町   | 大字宮原       |                           |
| 大分県道・熊本県道137号上野田黒渕線                                             | 熊本県     | 阿蘇郡   | 小国町   | 大字黒渕       |                           |
| 大分県道・熊本県道12号天瀬阿蘇線 重複区間起点                                   | 大分県     | 日田市   | 日田市   | 上津江町川原   |                           |
| 大分県道・熊本県道12号天瀬阿蘇線 重複区間終点                                   | 大分県     | 日田市   | 日田市   | 中津江村栃野   |                           |
| 国道442号 重複区間終点 福岡県道・大分県道・熊本県道115号八女小国線 重複区間終点 | 大分県     | 日田市   | 日田市   | 中津江村栃野   | 栃野交差点                |
| 大分県道・熊本県道12号天瀬阿蘇線 重複区間                                       | 大分県     | 日田市   | 日田市   | 上津江町川原   |                           |
| 大分県道711号合瀬上野田線未供用                                                 | 大分県     | 日田市   | 日田市   | 上津江町上野田 |                           |
| 熊本県道205号原立門線                                                           | 熊本県     | 菊池市   | 菊池市   | 原             |                           |
| 熊本県道45号阿蘇公園菊池線                                                      | 熊本県     | 菊池市   | 菊池市   | 原             |                           |
| 菊池広域農道 / 菊池グリーンロード                                               | 熊本県     | 菊池市   | 菊池市   | 重味           |                           |
| 大分県道・熊本県道133号鯛生菊池線                                               | 熊本県     | 菊池市   | 菊池市   | 隈府           | 立町交差点                |
| 熊本県道23号菊池赤水線 熊本県道203号日生野隈府線                                | 熊本県     | 菊池市   | 菊池市   | 隈府           | 正願寺交差点              |
| 国道325号 重複区間起点 国道443号 重複区間起点                                   | 熊本県     | 菊池市   | 菊池市   | 隈府           | 北原交差点                |
| 国道325号 重複区間起点 国道443号 重複区間起点 熊本県道18号菊池鹿北線            | 熊本県     | 菊池市   | 菊池市   | 隈府           | 下北原交差点              |
| 熊本県道53号植木インター菊池線                                                  | 熊本県     | 菊池市   | 菊池市   | 大琳寺         | 大琳寺交差点              |
| 熊本県道139号旭志鹿本線                                                         | 熊本県     | 菊池市   | 菊池市   | 広瀬           | 広瀬交差点                |
| 菊池広域農道 / 菊池グリーンロード                                               | 熊本県     | 菊池市   | 菊池市   | 広瀬           | 花房交差点                |
| 熊本県道138号辛川鹿本線 熊本県道329号原植木線                                   | 熊本県     | 菊池市   | 菊池市   | 泗水町吉富     | 吉富交差点                |
| 熊本県道329号原植木線                                                           | 熊本県     | 菊池市   | 菊池市   | 泗水町豊水     | 孔子公園前交差点          |
| 熊本県道30号大津植木線                                                          | 熊本県     | 合志市   | 合志市   | 合生           | 辻久保交差点              |
| 熊本県道30号大津植木線 / 辻久保バイパス                                         | 熊本県     | 合志市   | 合志市   | 合生           |                           |
| 熊本県道341号大津西合志線                                                       | 熊本県     | 合志市   | 合志市   | 御代志         |                           |
| 熊本県道37号熊本菊鹿線 重複区間起点                                             | 熊本県     | 合志市   | 合志市   | 須屋           | 合志市須屋交差点          |
| 国道3号 / 熊本北バイパス                                                        | 熊本県     | 合志市   | 合志市   | 須屋           | 須屋高架橋交差点          |
| 国道3号 / 熊本北バイパス                                                        | 熊本県     | 熊本市   | 北区     | 鶴羽田1丁目    | 須屋高架橋交差点          |
| 熊本県道37号熊本菊鹿線 重複区間終点                                             | 熊本県     | 熊本市   | 北区     | 鶴羽田1丁目    | 鶴羽田北交差点            |
| 熊本県道49号熊本大津線 熊本県道231号託麻北部線                                  | 熊本県     | 熊本市   | 北区     | 飛田4丁目      | 飛田四丁目交差点          |
| 国道3号 国道208号 重複                                                          | 熊本県     | 熊本市   | 北区     | 山室2丁目      | 終点                      |

### 交差する鉄道
- 久大本線

### 峠
- 大分県 
  - 兵戸峠（日田市 - 熊本県菊池市）